# Algofobia
Algofobia – irracjonalny lęk przed bólem. Fobię tę wywołują różne obiekty oraz sytuacje, które według osoby chorej mogą prowadzić do niebezpieczeństwa.
Leczenie algofobii jest najczęściej prowadzone za pomocą terapii behawioralnej oraz środków anksjolitycznych.